# Hrgud (Federacja Bośni i Hercegowiny)
Hrgud – wieś w Bośni i Hercegowinie, w Federacji Bośni i Hercegowiny, w kantonie hercegowińsko-neretwiańskim, w gminie Stolac. W 2013 roku liczyła 2 mieszkańców – Serbów.